# Linea Biwako
La linea JR Biwako (琵琶湖線?, Biwako-sen) è un servizio ferroviario suburbano gestito dalla JR West che collega Kyōto con Maibara e, oltre, con Nagahama. Il servizio sfrutta per quasi tutta la sua lunghezza una porzione della linea principale Tōkaidō, che collega Tokyo con Kōbe. La linea JR Biwako è la parte più orientale del corridoio urbano del Keihanshin della JR West.

## Caratteristiche
La linea prende il nome dal lago Biwa, il più grande del Giappone, che costeggia per la maggior parte del percorso. Questo nome è in uso sin dalla privatizzazione delle Ferrovie Nazionali Giapponesi nel 1988. Inizialmente tutta la sezione faceva parte della linea Kyoto, ma la prefettura di Shiga richiese il cambiamento del nome in quanto l'area lungo il lago Biwa non poteva essere identificata con Kyoto. La sezione con tale nome venne infine estesa fino a Nagahama quando l'elettrificazione venne modificata da 20 kV in corrente alternata a 1500 V in corrente continua per permettere ai treni monotensione di percorrere il tragitto fino a Osaka. 
Nonostante la denominazione 'linea Biwako' venga utilizzata negli annunci e su alcuni giornali locali, de facto si tratta di un segmento della lunga linea principale Tōkaidō.

## Fermate e Servizi

### Servizi ferroviari
Lungo la linea passano due tipi di treni:
Servizio Rapido Speciale (新快速)
- I treni terminano a Nagahama, Maibara o Yasu (alcuni treni continuano sulla linea principale Hokuriku fino a Omi-Imazu e Tsuruga). Le fermate sono a Nagahama, Tamura, Sakata, Maibara, Hikone, Notogawa, Omi-Hachiman, Yasu, Moriyama, Kusatsu, Minami-Kusatsu, Ishiyama, Otsu, Yamashina e Kyoto, quindi i treni proseguono sulla linea JR Kyōto verso Osaka e oltre.

Treni locali (普通)
- Operano come servizio rapido quando vanno a ovest di Takatsuki (Kyoto durante la mattina) e sono espletati con carrozze a tre porte per lato
  - Questi treni locali sono esercitati principalmente sulla linea Biwako e fermano a ogni stazione. Terminano a Maibara e Yasu, con servizi limitati per Nagahama e Ōgaki.

- Treni locali della linea JR Kyoto (carrozze a 4 porte)
  - I treni locali della linea JR Kyoto sono prolungati a Yasu durante le ore di punta dei giorni feriali.

### Stazioni
| Linea ufficiale                                      | Nome stazione | Giapponese | Distanza interstazione | Distanza totale | Distanza totale | RS | Collegamenti | Binari         | Posizione          | Posizione |
| Linea ufficiale                                      | Nome stazione | Giapponese | Distanza interstazione | Da Maibara      | Da Tokyo        | RS | Collegamenti | Binari         | Posizione          | Posizione |
| ---------------------------------------------------- | ------------- | ---------- | ---------------------- | --------------- | --------------- | --- | --- | -------------- | ------------------ | --------- |
| Servizio proveniente dalla linea principale Hokuriku |               |            |                        |                 |                 | | |                |                    |           |
| Linea principale Hokuriku                            | Nagahama      | 長浜       | -                      | 7.7             | -               | ● | JR West：Linea principale Hokuriku (verso Ōmi-Imazu (近江今津?) e Tsuruga (敦賀?)                                      | Doppio binario | Pref. di Shiga     | Nagahama  |
| Linea principale Hokuriku                            | Tamura        | 田村       | 3.0                    | 4.7             | -               | ● | | Doppio binario | Pref. di Shiga     | Nagahama  |
| Linea principale Hokuriku                            | Sakata        | 坂田       | 2.3                    | 2.4             | -               | ● | | Doppio binario | Pref. di Shiga     | Maibara   |
| Linea principale Hokuriku                            | Maibara       | 米原       | 2.4                    | 0.0             | 445.9           | ● | JR Central： ■ Tōkaidō Shinkansen ■ Linea principale Tōkaidō (verso Ōgaki (大垣?) Ferrovie Ohmi：linea Ohmi principale | Doppio binario | Pref. di Shiga     | Maibara   |
| linea principale Tōkaidō                             |               | 米原       | 2.4                    | 0.0             | 445.9           | ● | JR Central： ■ Tōkaidō Shinkansen ■ Linea principale Tōkaidō (verso Ōgaki (大垣?) Ferrovie Ohmi：linea Ohmi principale | Doppio binario | Pref. di Shiga     | Maibara   |
| Deposito di Maibara                                  | 米原操車場    | 1.1        | 1.1                    | 447.0           | ｜              | | | Doppio binario | Pref. di Shiga     | Maibara   |
| Hikone                                               | 彦根          | 4.9        | 6.0                    | 451.9           | ●               | Ferrovie Ohmi：linea principale Ōmi | Hikone | Doppio binario | Pref. di Shiga     |           |
| Minami-Hikone                                        | 南彦根        | 3.3        | 9.3                    | 455.2           | ｜              | | Hikone | Doppio binario | Pref. di Shiga     |           |
| Kawase                                               | 河瀬          | 3.1        | 12.4                   | 458.3           | ｜              | | Hikone | Doppio binario | Pref. di Shiga     |           |
| Inae                                                 | 稲枝          | 3.7        | 16.1                   | 462.0           | ｜              | | Hikone | Doppio binario | Pref. di Shiga     |           |
| Notogawa                                             | 能登川        | 3.7        | 19.8                   | 465.7           | ●               | | Higashiōmi | Doppio binario | Pref. di Shiga     |           |
| Azuchi                                               | 安土          | 5.1        | 24.9                   | 470.8           | ｜              | | Ōmihachiman | Doppio binario | Pref. di Shiga     |           |
| Ōmi-Hachiman                                         | 近江八幡      | 3.5        | 28.4                   | 474.3           | ●               | Ferrovie Ohmi：linea Yōkaichi | Ōmihachiman | Doppio binario | Pref. di Shiga     |           |
| Shinohara                                            | 篠原          | 4.0        | 32.4                   | 478.3           | ｜              | | Ōmihachiman | Doppio binario | Pref. di Shiga     |           |
| Yasu                                                 | 野洲          | 5.6        | 38.0                   | 483.9           | ●               | | Yasu | Doppio binario | Pref. di Shiga     |           |
| Moriyama                                             | 守山          | 3.1        | 41.1                   | 487.0           | ●               | | Moriyama | Doppio binario | Pref. di Shiga     |           |
| Rittō                                                | 栗東          | 2.1        | 43.2                   | 489.1           | ｜              | | Rittō | Doppio binario | Pref. di Shiga     |           |
| Kusatsu                                              | 草津          | 2.3        | 45.5                   | 491.4           | ●               | JR West：Linea Kusatsu (verso Tsuge (柘植?) | Binari quadruplicati                                                                                                   | Kusatsu        | Pref. di Shiga     |           |
| Minami-Kusatsu                                       | 南草津        | 2.5        | 48.0                   | 493.9           | ●               | | Binari quadruplicati                                                                                                   | Kusatsu        | Pref. di Shiga     |           |
| Seta                                                 | 瀬田          | 2.7        | 50.7                   | 496.6           | ｜              | | Binari quadruplicati                                                                                                   | Ōtsu           | Pref. di Shiga     |           |
| Ishiyama                                             | 石山          | 2.5        | 53.2                   | 499.1           | ●               | Ferrovie Keihan：linea Keihan Ishiyama Sakamoto (Keihan-Ishiyama (京阪石山?) | Binari quadruplicati                                                                                                   | Ōtsu           | Pref. di Shiga     |           |
| Zeze                                                 | 膳所          | 2.8        | 56.0                   | 501.9           | ｜              | Ferrovie Keihan：linea Keihan Ishiyama Sakamoto (Keihan-Zeze (京阪膳所?) | Binari quadruplicati                                                                                                   | Ōtsu           | Pref. di Shiga     |           |
| Otsu                                                 | 大津          | 1.7        | 57.7                   | 503.6           | ●               | | Binari quadruplicati                                                                                                   | Ōtsu           | Pref. di Shiga     |           |
| Yamashina                                            | 山科          | 4.5        | 62.2                   | 508.1           | ●               | JR West：■ Linea Kosei Metropolitana di Kyoto： linea Tōzai (T07) Ferrovie Keihan: linea Keishin (Keihan Yamashina (京阪山科?) | Binari quadruplicati                                                                                                   | Pref. di Kyoto | Kyoto Yamashina-ku |           |
| Kyoto                                                | 京都          | 5.5        | 67.7                   | 513.6           | ●               | JR West： ■ Linea principale Tōkaidō (linea JR Kyōto, verso Ōsaka (大阪?) e Kōbe (神戸?) ■ Linea Kosei ■ Linea principale San'in (linea Sagano) ■ Linea Nara JR Central： ■ Tōkaidō Shinkansen Ferrovie Kintetsu：Linea Kintetsu Kyōto Metropolitana di Kyoto: linea Karasuma (K11) Ferrovie Keihan: ■ Linea principale Keihan (Shichijō (七条, 20 minuti a piedi?) | Binari quadruplicati                                                                                                   | Pref. di Kyoto | Kyoto Shimogyo-ku  |           |
| Servizio proseguente sulla linea JR Kyōto            |               |            |                        |                 |                 | | |                |                    |           |